# Pierre Louis d'Arnauld
Pour les articles homonymes, voir Arnauld.
Pierre Louis, baron puis vicomte d'Arnauld, né le 17 mai 1771 à Saint-Pierre (Martinique), mort le 6 mai 1832 à Carcassonne (Aude), est un général français de la Révolution et de l’Empire.

## Biographie

### Guerres révolutionnairesauxAntilles
Cadet volontaire dans la compagnie des chasseurs du bataillon de milice du Mouillage à la Martinique le 4 janvier 1788, Pierre Louis Arnauld devient sous-lieutenant de la garde nationale de Saint-Pierre le 10 mars 1790, lieutenant le 16 février 1793, capitaine le 12 novembre suivant, et aide de camp du général Rochambeau le 16 décembre de la même année.
Capitaine au 32e régiment d'infanterie de ligne ci-devant régiment de Bassigny le 21 mars 1794, il assiste au siège du fort Bourbon puis passe à la Guadeloupe le 22 octobre suivant, et concourt à la prise de cette île sur les Anglais. Le 8 mars 1795, le général en chef le désigne pour remplir les fonctions d'aide-de-camp du lieutenant-colonel Cottin, commandant les troupes expéditionnaires dirigées contre l'ile Sainte-Lucie. Il se fait particulièrement remarquer à la prise de cette colonie, et contribue ensuite à la défendre. Pendant le siège qu'en font les Anglais, il est blessé d'un éclat de bombe à la jambe gauche. Le 21 novembre 1795, le commissaire de la Convention nationale aux Îles du Vent lui confie le commandement temporaire de la ville de Castries (Sainte-Lucie), et lui délivre, le 26 mai 1796, le brevet de chef de bataillon provisoire. Prisonnier de guerre lors de la capitulation de cette île le 29 du même mois, et conduit dans l'île anglaise de la Barbade, il parvient à s'évader et à gagner le port du Havre le 16 juin 1797.
Un arrêté du Directoire exécutif du 17 juin 1798 le confirme dans son grade de chef de bataillon et le place à la suite de la 81e demi-brigade de deuxième formation. Destiné à servir en cette qualité à la Guadeloupe, il est compris, à la demande du général Desfourneaux, sur la liste des officiers supérieurs qui doivent faire partie de cette expédition, s'embarque à Lorient dans le mois de septembre, et arrive à la Guadeloupe le 21 novembre 1798.
Le 29 décembre suivant, le gouverneur lui donne le commandement de la place de Saint-Martin, sous les ordres du général Legrand. Appelé le 19 octobre 1799 au commandement militaire de la partie française de Saint-Martin, il est révoqué le 15 mars 1800 par les agents du gouvernement français à la Guadeloupe à la suite d'une mésintelligence survenue entre lui et le commandant de la partie néerlandaise. Cependant le commissaire principal de la marine, Bresson, lui délivre le 28 avril un certificat constatant sa conduite irréprochable et son zèle soutenu pendant toute la durée de son commandement. Le 21 janvier 1801, il est mis en non activité.
Remis en activité à l'armée de la Guadeloupe le 7 août 1801, il en est nommé chef d'état-major provisoire le 21 février 1802, devenu le 5 mai suivant titulaire de cet emploi, il en remplit les fonctions dans la 1re division de la même armée. Le 14 mai, aidé d'un officier du génie militaire et de 2 grenadiers, il enleve, à l'attaque du camp de Gray (Basse-Terre), une pièce de canon aux insurgés et leur fait quelques prisonniers.
Le général en chef Richepanse l'appel le 10 juin au commandement provisoire de Pointe-à-Pitre. Confirmé le 16 novembre dans cette position, il passe par arrêté du capitaine général du 23 mai 1803 dans l'île Saint-Martin avec la même qualité. Non compris dans la nouvelle organisation militaire de la Guadeloupe, il est autorisé le 18 juin suivant à se rendre en France. Pris par les Anglais pendant la traversée, il arrive à Morlaix le 4 novembre 1803 à bord du cartel l'Espérance, et des lettres de service du 4 mai 1804 l'attachent à l'état-major du camp de Montreuil, où il reçoit le 14 juin la décoration de la Légion d'honneur.

### Grande Arméeetcampagne d'Espagne
Quand les troupes qui composent le camp forment, en 1805, le 6e corps de la Grande Armée, Arnauld fait avec ce corps la campagne d'Autriche. À Elchingen, il a un cheval tué sous lui, et après la prise d'Ulm, à laquelle il assiste, il a la mission de diriger sur Salzbourg les officiers qui font partie des garnisons d'Ulm et de Laybach, et qui ont obtenu la permission de retourner en Autriche et d'assurer leur subsistance pendant leur marche.
Employé au grand quartier-général de l'armée au commencement de la campagne de Prusse (1806), il passe de nouveau le 22 mai à l'état-major du 6e corps, et prend le 6 octobre le commandement des compagnies de grenadiers et de voltigeurs placées à l'avant-garde. C'est à la tête de ces troupes qu'il se fait particulièrement remarquer à la bataille d'Iéna.
Il va ensuite prendre sa part de gloire au siège de Dantzig. À Friedland, il reçoit une contusion à la cuisse gauche et une balle à la partie supérieure du coronal, et l'Empereur le nomme adjudant-commandant le 28 juin 1807. Le 20 octobre suivant, il passe au 1er corps d'observation de la Gironde, devenu successivement armée de Portugal, 8e corps de l'armée d'Espagne et 2e de l'armée de Portugal. Il assiste le 17 août 1808 au combat de Roliça, où il reçoit un coup de feu à la cuisse droite, aux affaires de Zambujeira dos Carros, de Caza, de Prega, de São João, au combat de Vimeiro le 21 août, et à la prise de Lisbonne.
Général de brigade le 17 novembre suivant, il est désigné pour faire partie de la 4e division du 2e corps de l'armée d'Espagne. Le 3 janvier 1809, il assure les communications de la division Heudelet entre Tolède, Consuegra et la Manche, et coopére le 16 janvier à la prise de la Corogne. Il reçoit la croix d'officier de la Légion d'honneur le 8 mai de la même année.
Employé à l'armée du duc de Dalmatie, il se trouve aux affaires qui précédent l'entrée de ce maréchal en Portugal, au siège et à la prise d'Oporto, au combat d'Amarante, à l'évacuation d'Oporto el a la retraite de l'armée sur la Galice. Resté à Tolède en août 1810 pour y rétablir sa santé, le maréchal Soult lui ordonne de prendre le commandement supérieur de cette place. À la bataille des Arapiles, il a un cheval tué sous lui et est fait prisonnier le 22 juillet 1812. Il parvient à s'évader dans la nuit et à rejoindre l'armée française. L'Empereur le nomme commandant de la Légion d'honneur le 12 janvier 1813.
Napoléon l'emploie le 3 août suivant au corps d'observation de l'armée d'Italie. Le 6 novembre, il est en marche sur Roveredo di Guà avec sa brigade lorsqu'il rencontre l'ennemi à Ossenigo. Après avoir attaqué et enlevé ses positions retranchées, il le poursuit l'épée dans les reins et lui fait éprouver de grandes pertes ; il prend une part brillante au combat de Caldiero le 15, et à celui de Saint-Michel le 19.
Il se distingue à la bataille du Mincio le 8 février 1814. Il commande ensuite l'avant-garde au passage du Taro le 2 mars, et à l'attaque de Parme dans la même journée.

### Restauration française
Après la première abdication de Napoléon Ier, le général d'Arnaud rentre en France avec sa brigade. Nommé chevalier de l'Ordre de la Couronne de Fer le 15 mars 1814, Louis XVIII l'autorise le 18 août suivant à porter cette décoration et le fait chevalier de Saint-Louis le 21 juillet de la même année.
Le 31 mars 1815, L'Empereur, de retour de l'île d'Elbe, l'appel au commandement supérieur de la place de Dunkerque, et le 30 avril à celui de Saint-Omer, qu'il conserve jusqu'au second retour des Bourbons.
Le 23 mars 1816, le roi le confirme dans le titre de baron et le comprend comme disponible, le 30 décembre 1818, dans le cadre de l'état-major général de l'armée.
Grand officier de la Légion d'honneur le 1er mai 1821, il reçoit le 6 juin, le commandement de la 2e subdivision de la 9e division militaire, et le 15 août suivant le titre de vicomte. Le 23 avril 1823, il passe au commandement du département des Pyrénées-Orientales (Perpignan), où il reste jusqu'au 7 mars 1831, époque à laquelle il est mis en disponibilité. Compris dans le cadre d'activité de l'état-major général le 22 du même mois, le ministre de la Guerre lui donne le 31 décembre suivant le commandement du département de l'Aude.
Il est mort à Carcassonne le 6 mai 1832, atteint par une pierre lancée lors d'une manifestation populaire sur le Jardin royal de Carcassonne.

## Titres
- Baron d'Arnauld et de l'Empire (décret du 3 décembre 1809, lettres patentes du 25 mars 1810 (Compiègne)) ;
- Confirmé dans son titre de baron le 23 mars 1816 ;
- Vicomte d'Arnauld le 15 août 1821.

## Décorations
- Légion d'honneur :
  - Légionnaire (25 prairial an XII : 14 juin 1804), puis,
  - Officier (8 janvier 1809), puis,
  - Commandant (12 janvier 1813), puis,
  - Grand officier de la Légion d'honneur (1er mai 1821) ;
- Chevalier de l'ordre de la Couronne de Fer (15 mars 1814)
- Chevalier de Saint-Louis (21 juillet 1814).

## Armoiries
| Figure | Blasonnement |
|        | Armes du baron d'Arnauld et de l'Empire D'azur, à trois grenades enflammées d'or, au comble d'argent chargé de deux étoiles d'azur ; au franc quartier des barons tirés de l'armée. Livrées : bleu, jaune, rouge. |